# 1999년 남아프리카 공화국 총선거
1999년 남아프리카 공화국 총선거은 전체 400석의 남아프리카 국민의회 의원들을 선출하기 위해 1999년 6월 2일에 실시되었다
이 선거는 여당 아프리카 국민회의는 14석을 추가로 얻어 승리하였다. 현직 넬슨 만델라 대통령은 대통령 재선을 거절했다. 이 선거에서 국민당의 후신 정당인 신국민당은 의석의 절반을 잃으며 참패하였고, 이를 대신하여 민주당이 제1야당이 되었다.